# Magdeburg Domkirke
Magdeburg Domkirke (Dom Sankt Mauritius und Katharina) var den første gotiske katedral som blev opført i Tyskland og med sin højde på 104 meter er kirken den højeste katedral i det tidligere Østtyskland. Domkirken ligger i Magdeburg, hovedbyen i delstaten Sachsen-Anhalt, og rummer Otto den Stores grav.
Den første kirke som blev opført på stedet var den klosterkirke, som 937 blev bestemt til helgenen Mauritius. Klosterkirken blev efterhånden ombygget til en romansk basilika som blev ødelagt i en bybrand 1207. 1209 blev opførelsen af den gotiske katedral påbegyndt; et arbejde som kom til at tage godt 300 år. Tårnene stod først færdige i 1520. Til trods for at kirken blev plyndret ved flere lejligheder indeholder katedralen i Magdeburg stadig rige kunstskatte med kunstværker fra antikken til moderne tid.
Domkirken var oprindelig katolsk, men har været luthersk siden 1567. 52°7′28.98″N 11°38′4.50″Ø / 52.1247167°N 11.6345833°Ø